# قشريات
القشريات (باللاتينية: Crustacea)(من اللاتينية: "تلك التي لها قشور" أو "المحاطة بقشرة")، هي حيوانات لافقارية تشكل مجموعة من المفصليات التي تنتمي إلى شعيبة القشريات، وهي مجموعة كبيرة ومتنوعة من المفصليات المائية بشكل رئيسي، وتشمل: القشريات العشرية الأرجل (مثل الجمبري، والقريدس، والسرطانات، والكركند، والكركند النهري)، والصدفيات، وغلصميات الأرجل، وقمل السمك، والكريليات، ومتشعبات الأرجل، ومتساويات الأقدام، والبرنقيلات، ومجذافيات الأرجل، وجمبري الأوبوسوم [الإنجليزية]، ومزدوجات الأرجل، وفميات الأرجل. يمكن اعتبار مجموعة القشريات كشعيبة تحت مجموعة الفكيات. ومن المقبول اليوم على نطاق واسع أن سداسيات الأرجل (الحشرات وداخليات الفك) نشأت من داخل مجموعة القشريات، مع الإشارة إلى المجموعة الكاملة باسم بانكراستاسيا. وتعتبر الفئات الثلاث رأسيات الدرقة، وغلصميات الأرجل، ومتشعبات الأرجل أكثر ارتباطًا بسداسيات الأرجل مقارنة بأي من القشريات الأخرى (مثل الأوليغوستراكان والمولتيكراستاشين).
تتراوح الأنواع الـ 67,000 المعروفة من القشريات في الحجم من ستيغوتانتولوس ستوكي [الإنجليزية] الذي يبلغ طوله 0.1 مم (0.004 بوصة)، إلى سلطعون العنكبوت الياباني الذي يصل طول امتداد أرجله إلى 3.8 متر (12.5 قدم) وكتلته إلى 20 كجم (44 رطل). تمتلك القشريات مثل بقية المفصليات هيكلًا خارجيًا تقوم بطرحه للنمو. وتتميز عن المجموعات الأخرى من المفصليات، مثل الحشرات، ومفصليات الأرجل العديدة، والكلابيات، بامتلاكها أطرافًا ثنائية التفرع (مكونة من جزأين)، وأشكالها اليرقية، مثل مرحلة النوبليوس في غلصميات الأرجل ومجذافيات الأرجل.
معظم القشريات هي حيوانات مائية حرة المعيشة، لكن بعضها يعيش على اليابسة (مثل حمار قبان، والشبدوعية)، وبعضها طفيلي (مثل الريزوسيفالا، وقمل السمك، والديدان اللسانية)، وبعضها ثابت (مثل البرنقيلات). تمتلك المجموعة سجلًا أحفوريًا واسعًا يعود إلى العصر الكمبري. يتم حصاد أكثر من 7.9 مليون طن من القشريات سنويًا عن طريق الصيد أو الاستزراع للاستهلاك البشري، وتتكون في الغالب من الجمبري والروبيان. لا يتم صيد الكريل والمجدافيات على نطاق واسع، لكنها قد تكون الحيوانات ذات الكتلة الحيوية الأكبر على الكوكب، وتشكل جزءًا حيويًا من السلسلة الغذائية. تعرف الدراسة العلمية للقشريات باسم علم القشريات (أو علم القشريات القشرية، أو علم القشريات العام)، ويُطلق على العالم الذي يعمل في هذا المجال اسم عالم القشريات [الإنجليزية].

## التشريح
يتكون جسم القشريات من عُقل (أجزاء صغيرة) تُجمع في ثلاث مناطق رئيسية: الرأس، الصدر، والبطن. قد يندمج الرأس والصدر معًا لتشكيل ما يُعرف بـ الرأسصدري، والذي قد يُغطى بدرع كبير يُسمى الذبل. يتم حماية جسم القشريات بواسطة هيكل خارجي صلب، ويجب أن يُطرح هذا الهيكل من خلال عملية تُعرف بالانسلاخ لكي يتمكن الحيوان من النمو. يمكن تقسيم الغلاف المحيط بكل عقلة إلى الترجة (الجزء الظهري)، الزرفين (الجزء البطني)، والجنبة (الجزء الجانبي)، وقد تلتحم هذه الأجزاء المختلفة من الهيكل الخارجي معًا.
يحمل كل جزء (جسيدة) من جسم القشريات زوجًا من الزوائد. تشمل هذه الزوائد في منطقة الرأس زوجين من الهوائيات، والفكوك العلوية، والفكوك السفلية. أما في منطقة الصدر، فتتواجد الأرجل، التي قد تتخصص لتكون أرجل مشي أو أرجل تغذية. تمتلك لينات الدرقة ومتشعبات الأرجل (بالإضافة إلى سداسيات الأرجل) زوائد بطنية، في حين تفتقر معظم طوائف القشريات الأخرى إلى زوائد على البطن، باستثناء الدبير والزوائد الذيلية التي تظهر في العديد من المجموعات. في القشريات الرخوة، يحمل البطن أرجلًا بطنية وينتهي بـذيل يحتوي على فتحة الشرج، وغالبًا ما يكون محاطًا بزوائد ذيلية تُشكّل مروحة ذيلية. يُعد عدد الزوائد وتنوعها من العوامل التي ساهمت في النجاح التطوري لهذه المجموعة من الكائنات.
عادةً ما تكون زوائد القشريات ثنائية التفرع، أي تتكون من جزأين، ويشمل ذلك الزوج الثاني من الهوائيات. ومع ذلك، فإن الزوج الأول من الهوائيات يكون عادةً وحيد التفرع، باستثناء طائفة لينات الدرقة، حيث قد تكون الهوائيات الأولى ثنائية التفرع أو حتى ثلاثية التفرع. لا يزال من غير الواضح ما إذا كانت ثنائية التفرع تمثل سمة مشتقة تطورت في القشريات، أو إذا كان الفرع الثاني من الزوائد قد فقد في جميع المجموعات الأخرى. على سبيل المثال، تُظهر ثلاثية الفصوص (كائنات منقرضة) أنها كانت تمتلك أيضًا زوائد ثنائية التفرع.
يتكون التجويف الرئيسي لجسم القشريات من نظام دوري مفتوح، حيث يتم ضخ الدم إلى الجوف الدموي بواسطة قلب يقع بالقرب من الظهر. تستخدم القشريات الرخوة مادة الهيموسيانين كصبغة لنقل الأكسجين، بينما تعتمد مجذافيات الأرجل والصدفيات والبرنقيلات وغلصميات الأرجل على الهيموجلوبين لنقل الأكسجين. تتألف القناة الهضمية من أنبوب مستقيم غالبًا ما يحتوي على معدة طاحنة لطحن الطعام، إلى جانب زوج من الغدد الهضمية التي تقوم بامتصاص الغذاء، ويتميز هذا النظام ببنية ذات شكل لولبي. توجد هياكل تعمل بمثابة كلى بالقرب من الهوائيات، بالإضافة إلى دماغ مكون من عقد عصبية تقع بجوار الهوائيات، مع وجود مجموعة من العقد العصبية الرئيسية أسفل القناة الهضمية.

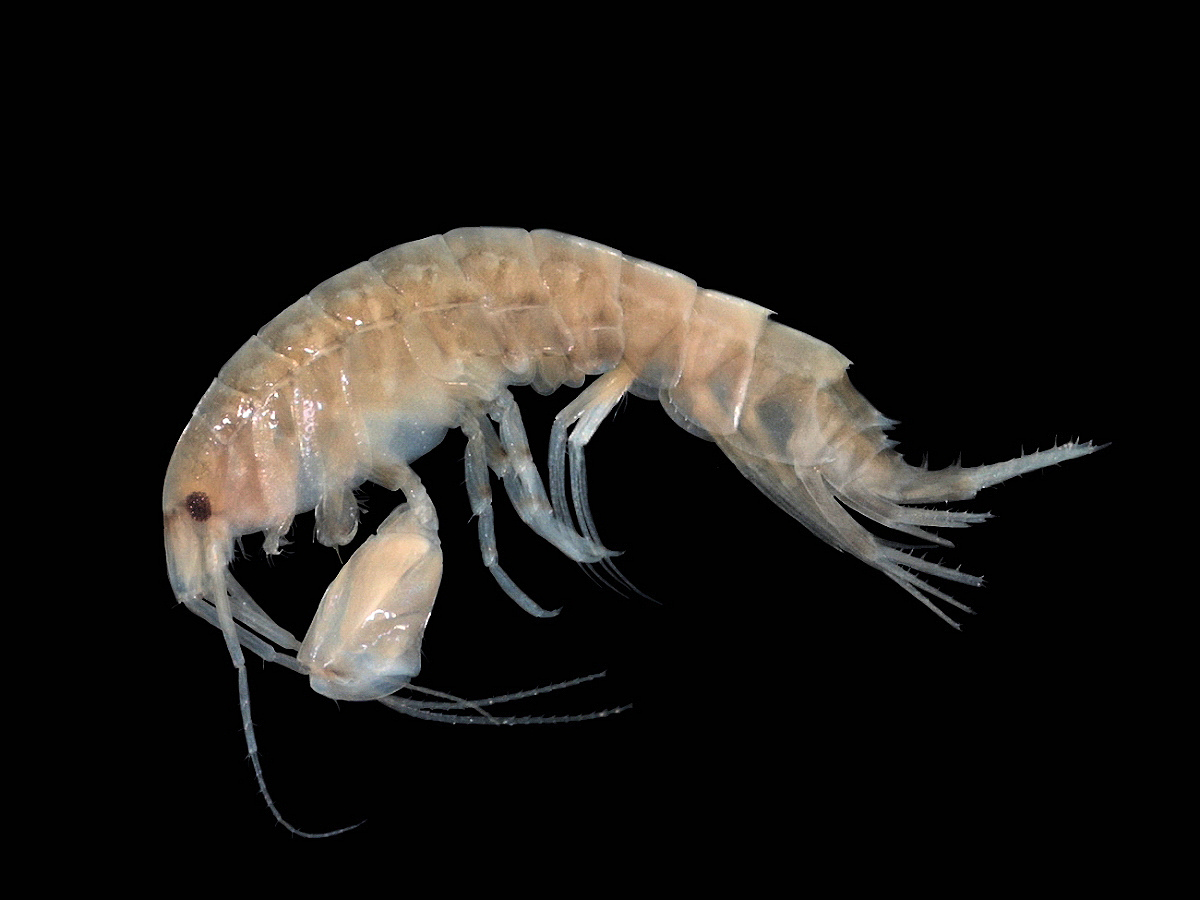
أبلودوميليتا أوبتوساتا (Abludomelita obtusata)، أحد أنواع مزدوجات الأرجل.

في العديد من القشريات عشاريات الأرجل، يكون الزوج الأول (وأحيانًا الثاني) من الأرجل البطنية متخصصًا في الذكور لنقل الحيوانات المنوية. تتزاوج العديد من القشريات البرية (مثل سرطان جزيرة الكريسماس الأحمر) موسميًا وتعود إلى البحر لإطلاق البيض. بينما تضع قشريات أخرى مثل الحمار القبان بيضها على اليابسة وإن كان في ظروف رطبة. في معظم القشريات العشرية الأرجل، تحتفظ الإناث بالبيض حتى يفقس إلى يرقات حرة السباحة.
في العديد من القشريات عشاريات الأرجل، يكون الزوج الأول (وأحيانًا الثاني) من الأرجل البطنية عند الذكور مخصصًا لنقل الحيوانات المنوية أثناء التزاوج. تتكاثر العديد من القشريات البرية، مثل سرطان جزيرة الكريسماس الأحمر، في مواسم محددة، حيث تعود إلى البحر لإطلاق البيض. من جهة أخرى، تضع بعض القشريات مثل الحمار القبان بيضها على اليابسة، شريطة أن تكون في بيئات رطبة. أما في معظم القشريات العشرية الأرجل، فتقوم الإناث بالاحتفاظ بالبيض حتى يفقس إلى يرقات حرة السباحة.

## البيئة
تعيش معظم القشريات في البيئات المائية، سواء في البحار والمحيطات أو في المياه العذبة. ومع ذلك، فقد تكيفت بعض الأنواع مع الحياة على اليابسة، مثل السرطانات البرية، وسرطانات الناسك البرية، وقمل الغابة. تُعد القشريات البحرية منتشرة في المحيطات بنفس الطريقة التي تنتشر بها الحشرات على اليابسة. تتميز غالبية القشريات بقدرتها على الحركة بشكل مستقل، إلا أن هناك وحدات تصنيفية تعيش كطفيليات، مثل قمل البحر، وقمل السمك، وقمل الحيتان، والديدان اللسانية، والقمل آكل اللِّسان (Cymothoa exigua)، والتي تُعرف مجتمعة باسم "قمل القشريات". على النقيض، تعيش البرنقيلات البالغة حركة موضعية، حيث تلتصق برؤوسها بالركائز ولا تستطيع الحركة. كما أن بعض الأنواع من فرعيات الأرجل قادرة على تحمل التغيرات السريعة في الملوحة، وتستطيع التبديل بين العوائل البحرية وغير البحرية. يشكل الكريل جزءًا أساسيًا من السلسلة الغذائية في مجتمعات الحيوانات بالقارة القطبية الجنوبية، حيث يعد مكونًا حيويًا لهذه النظم البيئية.

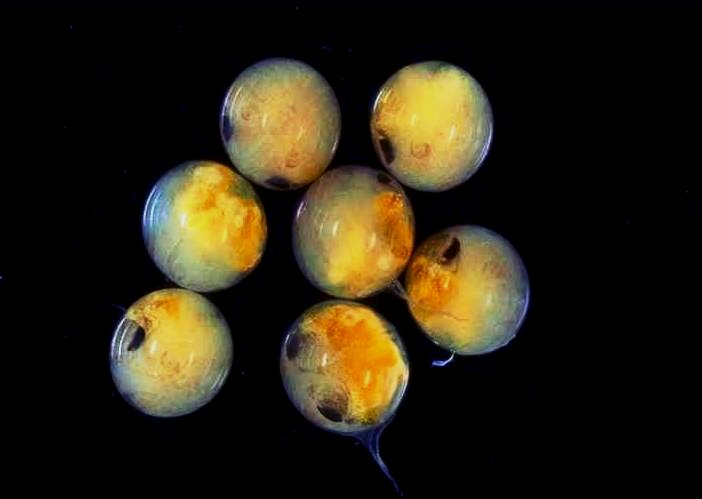
بيوض بوتامون فلوڤياتيلي (Potamon fluviatile)، وهو نوع من سرطانات المياه العذبة.

بعض القشريات تُعتبر أنواعًا غازية تؤثر على النظم البيئية المحلية، مثل السرطان الصيني المشعر [الإنجليزية] (Eriocheir sinensis) والسرطان الآسيوي الساحلي [الإنجليزية] (Hemigrapsus sanguineus). ومنذ افتتاح قناة السويس، استقر حوالي 100 نوع من القشريات القادمة من البحر الأحمر ومنطقة المحيط الهندي-الهادئ في الحوض الشرقي للبحر الأبيض المتوسط، مما تسبب في تغييرات كبيرة في النظم البيئية المحلية.

## دورة الحياة

### التزاوج
معظم القشريات لها أجناس منفصلة وتتكاثر جنسيًا. أظهرت دراسة حديثة أن الذكور من نوع تيجريوبوس كاليفورنيكوس (Tigriopus californicus) يختارون الإناث للتزاوج بناءً على نظامها الغذائي، حيث يفضلون الإناث التي تتغذى على الطحالب بدلاً من تلك التي تعتمد على الخميرة.
على الرغم من ذلك، توجد أنواع قليلة من القشريات خنثى، مثل البرنقيلات، ومتشعبات الأرجل، ورأسيات الدرقة، وبعضها قد يغير جنسه خلال مراحل حياته. كما أن التوالد البكري شائع بين القشريات، حيث تستطيع الإناث إنتاج بيض ينمو ليصبح كائنًا جديدًا دون الحاجة إلى إخصاب من ذكر. هذا النمط التكاثري يُلاحظ في بعض غلصميات الأرجل، والصدفيات، ومتساويات الأقدام، وبعض القشريات المتقدمة مثل النكركند المجزع.

### البيوض

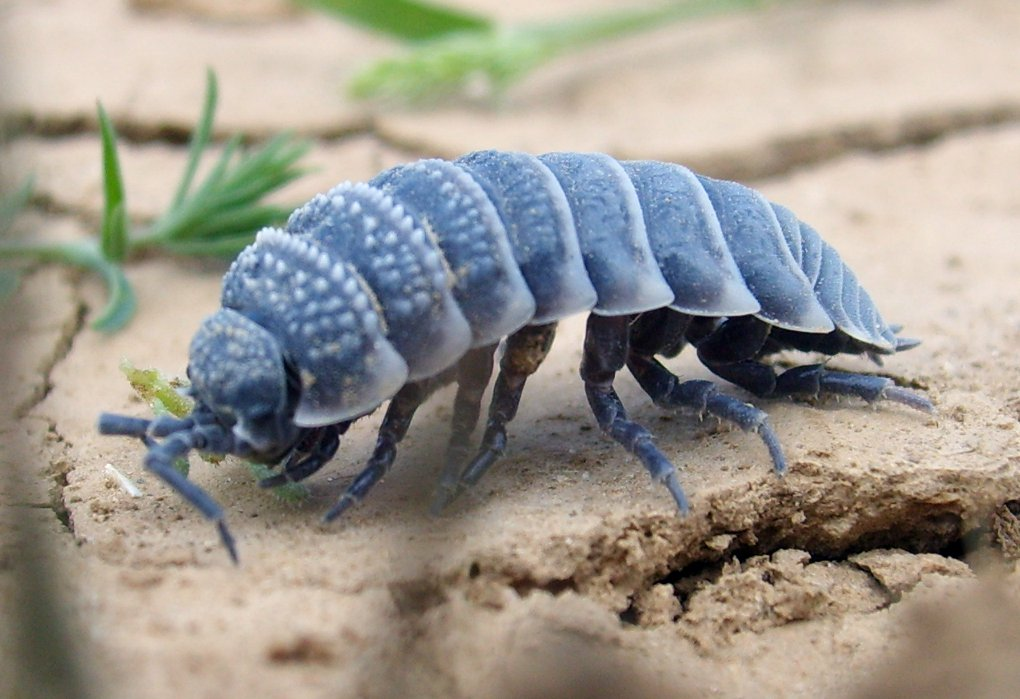
قمل الغابة

في العديد من أنواع القشريات، يتم إطلاق البويضات المخصبة مباشرة في الماء، بينما طورت أنواع أخرى طرقًا للاحتفاظ بالبويضات حتى تصبح جاهزة للفقس. على سبيل المثال، تحمل معظم عشاريات الأرجل (مثل السرطانات والجمبري) البويضات ملتصقة بالأرجل البطنية (الأرجل السابحة). في حين أن القشريات الجرابية وظهريات الدرقة وعديمات الدرقة، بالإضافة إلى العديد من متساويات الأقدام، فتكوّن جيوبًا حاضنة باستخدام الدرع والأطراف الصدرية لحماية البويضات. وعلى النقيض، فإن إناث القشريات الأرغولية لا تحتفظ بالبويضات في أكياس، بل تلصقها على شكل صفوف على الصخور أو غيرها من الأسطح.
بالنسبة لأنواع أخرى مثل معظم رقيقات الدرع والكريليات، يتم حمل البويضات بين الأطراف الصدرية. تحتفظ بعض أنواع مجذافيات الأرجل بالبويضات في أكياس ذات جدران رقيقة، بينما تربط أنواع أخرى البويضات معًا في خيوط طويلة ومتشابكة.

### اليرقات
تتسم القشريات بتنوع مراحلها اليرقية، أبرزها وأكثرها تميزًا اليرقة النوبليوسية (nauplius). تتميز هذه المرحلة بوجود ثلاثة أزواج من الزوائد تخرج جميعها من رأس اليرقة، إضافة إلى وجود عين واحدة تُعرف بالعين النوبليوسية. تمر القشريات في العديد من المجموعات بمراحل يرقية إضافية، من أبرزها مرحلة الزويا، والتي اعتُقد في البداية أنها تمثل نوعًا منفصلًا من الكائنات. مرحلة الزويا تلي مرحلة النوبليوس وتسبق مرحلة ما بعد اليرقة. تختلف طريقة السباحة بين المراحل؛ فالزويا تعتمد على الزوائد الصدرية، بينما تعتمد النوبليوس على الزوائد الرأسية، ومرحلة الميجالوبا على الزوائد البطنية. تتميز الزويا غالبًا بوجود أشواك على درعها، يُعتقد أنها تساعدها في الحفاظ على السباحة باتجاه محدد.  

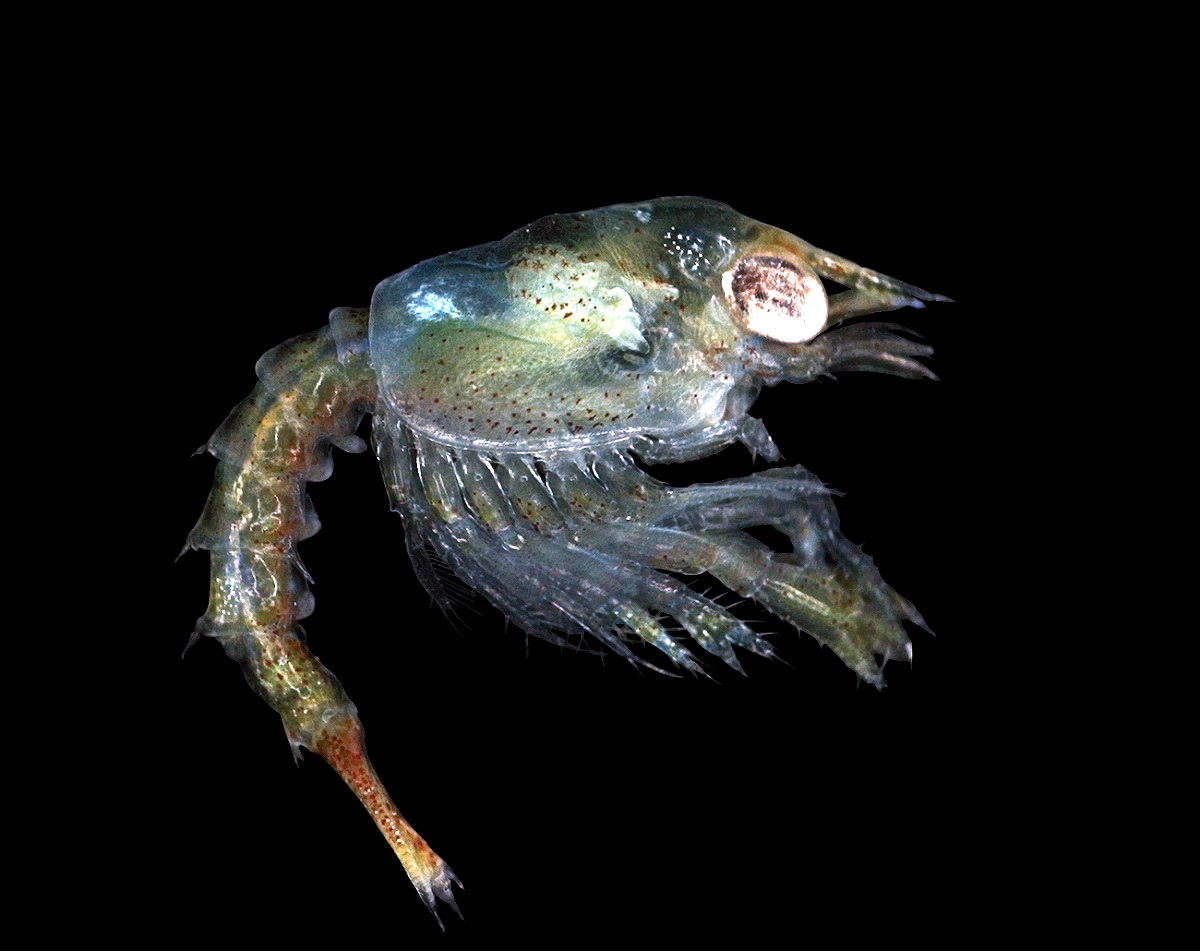
يرقة الزويا لجراد البحر الأوروبي، هوماروس غاماروس (Homarus gammarus).

في عشاريات الأرجل، غالبًا ما تكون الزويا هي المرحلة اليرقية الأولى بسبب التطور السريع لهذه الكائنات. وقد تتبع الزويا إما مرحلة المايسيس أو مرحلة الميجالوبا، وذلك حسب نوع القشريات. تُغطى العيون السوداء في بعض اليرقات السباحة بطبقة رقيقة من الآيزوكسانثوبترين البلوري لتوفير الحماية من الحيوانات المفترسة، مما يمنح عيونها لونًا مشابهًا للماء المحيط بها، بينما تحتوي هذه الطبقة على ثقوب صغيرة تسمح للضوء بالوصول إلى الشبكية. ومع نضوج اليرقات وتحولها إلى بالغة، تنتقل هذه الطبقة إلى موقع خلف الشبكية لتعمل كمرآة عاكسة، مما يزيد من شدة الضوء الداخل إلى العين، وهي ميزة شائعة لدى العديد من الحيوانات الليلية.  

### إصلاح الحمض النووي
أُجريت دراسات لفحص آليات إصلاح الحمض النووي لدى روبيان النمر الأسود [الإنجليزية] لفهم قدرة القشريات على حماية نفسها من تلف الحمض النووي. أظهرت النتائج أن إصلاح الكسور المزدوجة في سلسلة الحمض النووي يتم بشكل رئيسي عبر إعادة التركيب المتماثل الدقيق، وهي آلية إصلاح دقيقة. كما تبين أن هناك آلية أخرى أقل دقة تُعرف باسم الربط النهائي بوساطة التماثل الجزئي [الإنجليزية] تُستخدم أيضًا لإصلاح هذه الكسور.
وفي دراسة أخرى، تم تحليل أنماط التعبير الجيني المتعلقة بإصلاح الحمض النووي واستجابة تلف الحمض النووي لدى القشريات المدية اليابانية Tigriopus japonicus بعد تعرّضها للأشعة فوق البنفسجية. كشفت هذه الدراسة عن زيادة في إنتاج البروتينات المسؤولة عن إصلاح الحمض النووي، بما في ذلك بروتينات آليات الربط النهائي غير المتماثل [الإنجليزية]، إعادة التركيب المتماثل، إصلاح استئصال القاعدة، وإصلاح عدم تطابق الحمض النووي.

## التصنيف والتطور
يعود اسم "القشريات" إلى الأعمال الأولى التي تناولت وصف هذه الكائنات، مثل مؤلفات بيير بيلون وغيوم رونديليه. ومع ذلك، لم يُستخدم هذا الاسم من قبل بعض المؤلفين في وقت لاحق، مثل كارل لينيوس، الذي صنّف القشريات ضمن مجموعة عديمة الأجنحة في كتابه Systema Naturae. أول استخدام تصنيفي معتمد لاسم "القشريات" ورد في كتاب مورتن تران برونيش [الإنجليزية] بعنوان أسس علم الحيوان (Zoologiæ Fundamenta) عام 1772، رغم أنه شمل الكلابيات (مثل العناكب والعقارب) ضمن هذه المجموعة.  

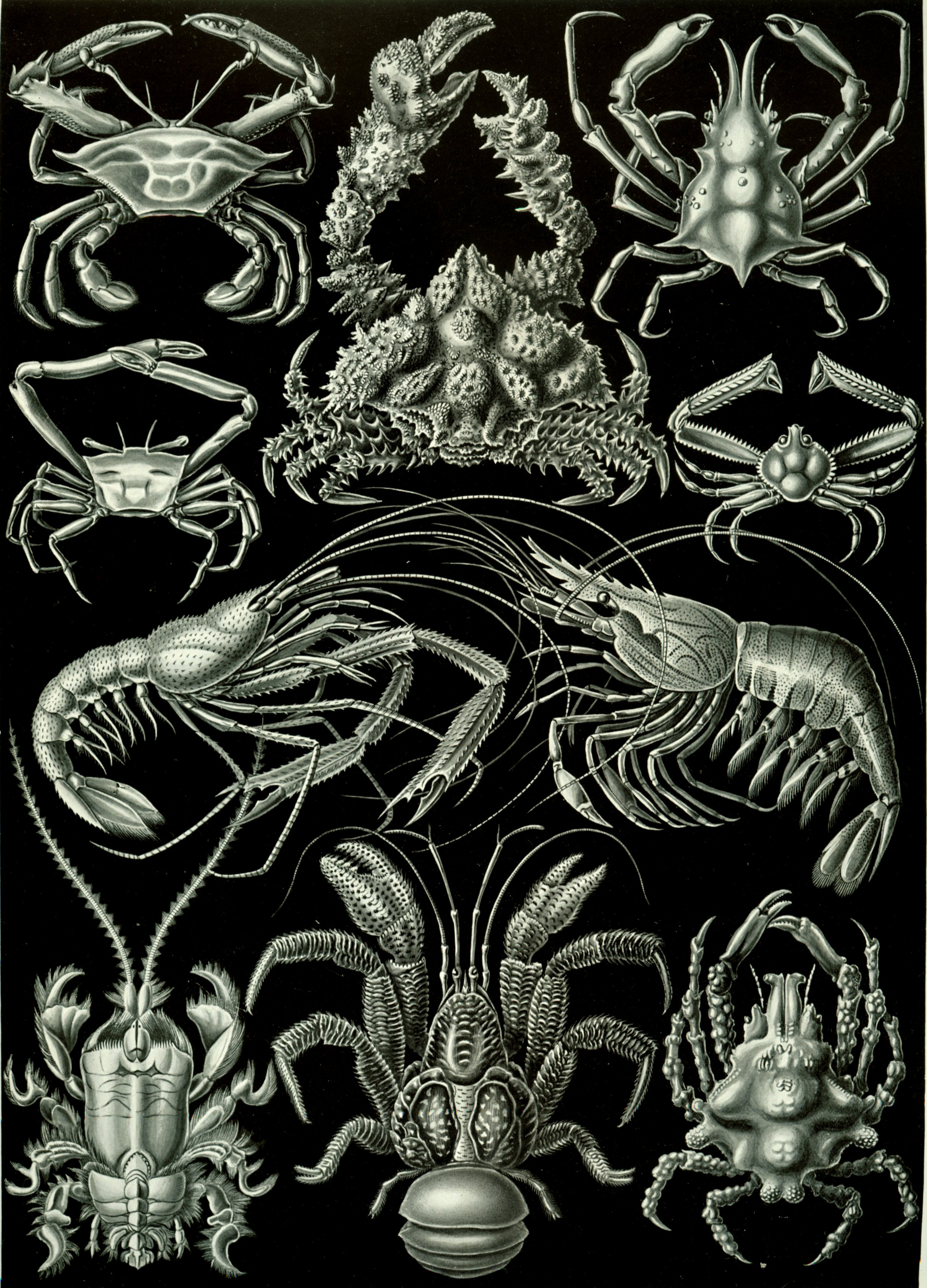
القشريات العشرية، من عمل إرنست هيكل عام 1904 بعنوان Kunstformen der Natur (أشكال الفن في الطبيعة).

تشمل شعبة القشريات حوالي 67,000 نوع موصوف، ويُعتقد أن هذا العدد يمثل نسبة صغيرة جدًا تتراوح بين 1/10 إلى 1/100 من العدد الإجمالي، حيث لم يتم اكتشاف معظم الأنواع بعد. تختلف أحجام القشريات بشكل كبير، إذ تشمل أكبر مفصليات الأرجل في العالم مثل سلطعون العنكبوت الياباني الذي يصل طول امتداد أرجله إلى 3.7 أمتار (12 قدمًا)، وأصغرها وهو ستيغوتانتولوس ستوكي الذي لا يتجاوز طوله 100 ميكرومتر (0.004 بوصة). رغم هذا التنوع، تتشارك القشريات بوجود شكل يرقاني مميز يُعرف باسم النوبليوس.
حتى أبريل 2012، لم تُحسم تمامًا العلاقة التصنيفية الدقيقة بين القشريات والمجموعات الأخرى. اقترحت الدراسات القائمة على التشكل فرضية جميع القشريات، التي تفيد بأن القشريات وسداسيات الأرجل (الحشرات وغيرها) هي مجموعات شقيقة. ومع ذلك، كشفت الدراسات الحديثة المستندة إلى تسلسل الحمض النووي أن القشريات ليست مجموعة أحادية النشوء لأن الحشرات تندرج ضمن فرع حيوي أكبر يعرف بجميع القشريات.
يعترف التصنيف التقليدي للقشريات القائم على التشكل بأربع إلى ست فئات. في عام 1982، صنف بوومان وأبيل القشريات إلى 652 عائلة موجودة موزعة على 38 رتبة ضمن ست فئات: غلصميات الأرجل، متشعبات الأرجل، رأسيات الدرقة، ذوات الأرجل الفكية، الصدفيات، القشريات الرخوة. لاحقًا، في عام 2001، حدّث مارتن وديفيس هذا التصنيف، ليشمل 849 عائلة موزعة على 42 رتبة، مع الإبقاء على الفئات الست. على الرغم من ذلك، أظهرت الدراسات أن ذوات الأرجل الفكية ليست مجموعة أحادية النشوء. نتيجة لذلك، تم اقتراح رفع الفئات الفرعية لذوات الأرجل الفكية إلى فئات مستقلة.
تشير الدراسات الحديثة إلى أن ذوات الأرجل الفكية متعددة النشوء، وأن القشريات شبه عرقية بالنسبة إلى سداسيات الأرجل. نتيجة لذلك، تعترف التصنيفات الحديثة بما بين عشر إلى اثنتي عشرة فئة ضمن القشريات أو جميع القشريات، مع تصنيف بعض الفئات الفرعية السابقة لذوات الأرجل الفكية كفئات مستقلة، مثل: القشريات القوقعية [الإنجليزية]، القشريات الدقيقة الطفيلية [الإنجليزية]، القشريات الشاربية [الإنجليزية]، مجذافيات الأرجل، القشريات الخيشومية، القشريات الخماسية الفم (أو الديدان اللسانية).

## وصلات خارجية
- الحيوان القشري البحري المُزدوج الأرجل (الأمفيبود) من يافا، فلسطين المُحتلة.
- Crustacea.net, an online resource on the biology of crustaceans